# Lautoka Football Club
Il Lautoka Football Club è una società calcistica delle isole Figi con sede nella città di Lautoka.

## Storia
Il club fu fondato nel 1934 e fu uno dei membri fondatori della Fiji Indian Football Association nel 1938, divenuta poi Fiji Football Association nel 1961.
Raggiunge trionfalmente la finale di OFC Champions League nel 2018, vincendo la semifinale contro il Marist, squadra campione delle Isole Salomone. In finale però viene sconfitta dai neozelandesi del Team Wellington (0-6, 3-4).

## Palmarès

### Competizioni nazionali
- National Football League: 7

1984, 1988, 2009, 2017, 2018, 2021, 2023
- Inter-District Championship : 18

1941, 1942, 1949, 1950, 1953, 1957, 1958, 1959, 1962, 1964, 1965, 1973, 1984, 1985, 2005, 2008, 2017, 2018
- Battle of Giants: 2

1985, 2016
- FFA Cup Tournament: 3

1997, 2000, 2002

### Altri piazzamenti
- National Football League:

Secondo posto: 2010
Terzo posto: 2011
- OFC Champions League:

Finalista: 2018

## Partecipazioni alla OFC Champions League
Nella OFC Champions League ha ottenuto i seguenti risultati:
- OFC Champions League 2009-2010: Fase a gironi
- OFC Champions League 2010-2011: Fase a gironi
- OFC Champions League 2018: Secondo posto